# Kanalväxling
Kanalväxling är i GPS-sammanhang en teknik för mottagning av flera satelliter på samma mottagarsignal på så sätt att mottagaren regelbundet byter från en satellit till en annan.
Vid multiplexmottagning är kanalväxlingen synkron med den utsända signalen, det vill säga perioden är 20 millisekunder. Vid snabb kanalväxling är sekvenseringsperioden tillräckligt kort (några sekunder) för att medge upptagning av heltalsdelen av bärvågens fasdifferens för två eller flera satelliter.